# Peace, Death!
Peace, Death! — компьютерная игра в жанре аркады, разработанная игровой студией Azamatika для Windows, Android, iOS и Nintendo Switch. Релиз игры для Windows состоялся 24 марта 2017 года, для Android и iOS — 23 октября того же года, а для Nintendo Switch — 21 ноября 2018 года.

## Игровой процесс
Главным героем Peace, Death! является Жнец, который работает в корпорации «Апокалипсис» и определяет, куда отправлять умерших: в ад, в рай или в чистилище, становящееся доступным для выбора после прохождения нужного количества уровней, которых в игре 49. Распределение покойных, среди которых могут оказаться известные личности и персонажи, такие как Чак Норрис, Джейсон Вурхиз, T-800 и другие, зависит от их внешних признаков: наличия крови на одежде или на полу, оружия в руках, красных рогов и других. Временами игрок будет сталкиваться с различными событиями, в которых ему нужно, к примеру, за отведённое время распределить определённое количество упокоившихся либо вскрыть сейф, а также будет получать звонки от стажёра, который поступит ему в попечительство по мере продвижения вверх по карьерной лестнице. За выполнение уровней Жнец зарабатывает черепки, которые он может потратить на приобретение положительных бонусов или отмену отрицательных для следующего уровня.

## Сюжет
Игра начинается с того, что протагонист сидит на диване со своим питомцем и смотрит телевизор. У него появляется желание поесть, и он собирается заказать доставку еды, но у него не хватает на это денег. В связи с этим он устраивается на работу в корпорацию «Апокалипсис», где ему дают испытательный срок длиною в семь недель. В большинстве своём игрок будет получать задания от Смерти, но по мере прохождения ему будут давать работу и остальные всадники Апокалипсиса: Голод, Война и Чума. По прохождении всех уровней Жнецу вручают аттестат об окончании испытательного срока, после чего игроку предоставляется «подсчёт его персонального итога сотрудника».

## Отзывы
| Сводный рейтинг       | Сводный рейтинг |
| Агрегатор             | Оценка          |
| --------------------- | --------------- |
| Metacritic            | (PC) 78/100     |
| Русскоязычные издания |                 |
| Издание               | Оценка          |
| Overclockers          | 7,8/10          |

Лена Пи из интернет-издания «Игромания» назвала Peace, Death! «вполне занимательной „сортировочной“ убивалкой времени». Руслан Губайдуллин, рецензент веб-сайта Overclockers, тоже обратил внимание на способность игры «скоротать обеденный перерыв», наименовав её несложной и весёлой аркадной «игрой-приколом», «игрой-развлечением». Корреспондент журнала Switch Player, Оливер Родерик, дал игре оценку в 3,5 балла из 5 возможных, отметив, что Peace, Death! является одной из лучших игр, чья стоимость находится ниже отметки в пять фунтов стерлингов, а также тот факт, что в игре «есть что-то особенное» и она стоит внимания.

## Сиквел
Продолжение игры под названием Peace, Death! 2 было выпущено 7 октября 2021 года для устройств под управлением Windows. 23 ноября того же года состоялся релиз игры для Android, а в следующем месяце, 11 декабря, — для iOS. Разработчиком также выступила Azamatika. В отличие от первой части игры, в Peace, Death! 2 игроку надо разобраться с шестью клиентами за раз, распределяя их по правилам. По мере прохождения уровней будут появляться клиенты с собственными правилами отправления и те, кто могут оказывать влияние на других умерших.